# 广东碧桂园职业学院
广东碧桂园职业学院，简称碧桂园职院，是经广东省人民政府批准、国家教育部备案、广东省教育厅主管的全日制普通高等院校，学校代码：14511。